# ترا فیرما کپیتال
ترا فیرما کپیتال (انگلیسی: Terra Firma Capital) شرکت سرمایه‌گذاری بریتانیایی است، که در سال ۲۰۰۲ تأسیس شد.